# Scelloides fulvifrons
Scelloides fulvifrons är en tvåvingeart som beskrevs av Octave Parent 1933. Scelloides fulvifrons ingår i släktet Scelloides och familjen styltflugor. Inga underarter finns listade i Catalogue of Life.